# Irene Ducena
Irene Ducena, en grec medieval Εἰρήνη Δούκας/ Δούκαινα nascuda aproximadament l'any 1066 i morta el 19 de febrer de 1133 fou una emperadriu romana d'Orient, dona de l'emperador Aleix I Comnè, i mare de Joan II Comnè i de la historiadora Anna Comnena. Era filla d'Andrònic Ducas, nebot de Constantí X Ducas i cosí de Miquel VII Ducas i de Maria de Bulgària. Es casà amb Aleix Comnè el 1078, quan tenia quinze anys. D'aquesta manera, el seu marit s'assegurava l'aliança amb la poderosa família Ducas.
A l'inici del seu matrimoni va ser eclipsada per la personalitat d'Anna Dalassena, la mare d'Aleix, però més endavant va exercir una influència creixent sobre el seu marit, quan l'emperadriu mare es va haver de retirar a un monestir. Aleix accedí al tron el 1081, però exclogué Irene de la cerimònia de coronació, i la família Ducas hagué d'intervenir-hi perquè fos coronada a Santa Sofia pel Patriarca de Constantinoble. Els primers anys del seu matrimoni es veieren torbats per la relació pública del seu marit amb Maria Bagrationi. Donà a llum nou fills. Durant els últims temps del regnat d'Aleix, donà suport com a successor a Nicèfor Brienni, marit d'Anna Comnena, però fracassà en el seu intent.
Irene, que havia intentat prohibir a Joan II d'entrar al palau immediatament després de la seva coronació, va organitzar amb la seva filla un intent de destronar-lo, encara que el personatge principal i substitut en l'Imperi Nicèfor Brienni, es va negar a formar part de les intencions de les dues dones. A la primavera de 1119, Anna Comnena va organitzar un cop d'estat per enderrocar Joan. Anna i Irene van haver de retirar-se aleshores al monestir de la Mare de Déu Plena de Gràcia, vora el monestir de Crist Filantrop, tots dos fundats per Irene uns anys abans. El complex del convent allotjava confortables apartaments per a membres de la família imperial amb servei propi i on podien rebre visitants de l'exterior. En aquest convent, Anna Comnena va escriure l'Alexíada, mentre Irene es dedicava a obres de caritat i va rebre o va mantenir correspondència amb grans figures de l'època com Manuel Estraboromà, el futur patriarca Teofilacte d'Ocrida, Miquel Itàlic i Teodor Pròdrom.
Es desconeix la data exacta de la seva mort que possiblement s'hauria produït el 19 de febrer de 1123 segons alguns historiadors o el 1133 segons d'altres.

## Fills
- Joan II Comnè, emperador des del 1118 al 1143.
- Maria Comnena
- Anna Comnena.
- Andrònic Comnè.
- Isaac Comnè
- Eudòxia Comnena
- Teodora, casada amb Constantí Àngel, que va unir la dinastia dels Comnens amb la dinastia dels Àngels.
- Manuel.
- Zoè.[1][2]